# Chiesa di Santa Maria della Vittoria (Napoli)
La  chiesa di Santa Maria della Vittoria, a Napoli, è posta in una delle zone più belle del lungomare.
La sua costruzione è databile 1572: infatti la chiesa venne edificata per ricordare la vittoria a Lepanto (1571) della Lega Santa sull'Impero ottomano. Vi sono numerose tracce artistiche oltre a riferimenti all'edilizia rinascimentale.

## Storia
La chiesa venne modificata da Giovanna d'Austria (1573-1630) figlia del comandante Giovanni d'Austria, figlio di Carlo V e vincitore della battaglia di Lepanto, facendone poi dono ad un convalescenziario e ai padri teatini. Conseguentemente, sua figlia Margherita, nel 1646 su autorizzazione del papa Innocenzo X della famiglia Pamphilj che poco prima, con suo breve, aveva introdotto tale titolo nelle litanie della Madonna, decise di promuovere ulteriori rimaneggiamenti che conferirono al tempio le forme pressoché definitive.
Altri ritocchi si ebbero a seguito del terremoto del 1732. Nel 1735, venne realizzata la decorazione a stucco ad opera di Andrea Tramontano, mentre nel 1824 la chiesa fu privata della facciata ed il complesso conventuale fu affidato ai privati che lo adibirono ad abitazioni.

## Descrizione
La chiesa è custode di quattro notevoli colonne corinzie costruite in marmo pregiato, poste presso i pilastri a sostegno della cupola.
Il tempio, inoltre, contiene: una tela di Massimo Stanzione, raffigurante l'Annunciazione,  una tela attribuita ad Angelo Mozzillo, raffigurante l'Incoronazione della Vergine, La Vergine appare a don Giovanni d'Austria durante la battaglia di Lepanto, affresco di ignoto artista commissionato da Giovanna d'Austria nel 1628, e un gruppo scultoreo in legno policromo, ritraente la Madonna del Rosario con i Santi Domenico e Caterina da Siena.